# Kvinders valgret
Kvinders valgret er kvindens ret til valgbarhed og til at stemme, hvilket ikke altid har været sikrede rettigheder.

## Historie

### De første steder med stemmeret
På Isle of Man havde kvindelige jordbesiddere fået stemmeret til det lokale parlament i 1881, men den første nation med egen regering, der indførte generel stemmeret til alle kvinder, var New Zealand, der i 1893 gav alle kvinder over 21 år ret til at stemme til parlamentet. Kvinderne i South Australia fik de samme rettigheder og desuden ret til at stille op til valget i 1895. I USA kunne hvide kvinder over 21 år stemme i de vestlige territorier i Wyoming fra 1869 og i Utah fra 1870.

## Kvindelig valgret i forskellige lande

### Albanien
Albanien indførte begrænset kvindelig valgret i 1920 og indførte fuld valgret i 1945.

### Danmark
Den 20. april 1908 ændredes Valgloven, så kvinder fik stemmeret til kommunalvalg, og året efter, den 12. marts 1909, fire dage efter at man fejrede Kvindedagen for første gang i USA, deltog kvinder for første gang i et kommunalt valg i Danmark. Grundlovsændringen i 1915, der trådte i kraft i 1918, gav kvinder stemmeret og valgbarhed til folke- og landstingsvalg. På dagen for underskrivelsen af grundlovsændringen var der et optog; Kvindetoget, med deltagelse af over 10.000.
Folketingsvalget 1918 blev afholdt den 22. april og var det første efter grundlovsreformen af 1915 der udvidede Folketinget fra 114 til 140 pladser, mere end fordoblede antallet af vælgere ved at give kvinder stemmeret (og valgbarhed).

### Frankrig
I 1934 gik Hélène Boucher sammen med de andre kvindelige piloter Maryse Bastié og Adrienne Bolland ind i den feministiske kamp og blev involveret i kampen for kvinders valgret i Frankrig hvor hun kæmpede sammen med Louise Weiss.

### Storbritannien
Kvinder fik valgret den 6. februar 1918, hvor der blev vedtaget en lov om at kvinder over 30, der mødte visse minimumskrav måtte stemme. Omkring 8,4 mio. kvinder fik stemmeret i Storbritannien og Irland med vedtagelse. I november 1918 vedtog parlamentet at kvinder også kunne vælges til parlamentet. I 1928 fik alle kvinder over 21 ret til at stemme på samme vilkår som mænd.

### Tyskland
Kvinder fik valgret og ret til at blive valgt fra 12. november 1918. Weimarrepublikken etablerede efter egne ord et "nyt" Tyskland efter 1. verdenskrig og udvidede retten til at stemme til at gælde alle borgere.

### USA
Kvinder fik stemmeret i 1920. I 1965 blev det ydermere specificeret at man ikke måtte diskrimere ud fra race.

## Fodnoter
1. ↑  Harper, Ida Husted, red. (1900-1920). The History of Woman Suffrage. Vol. 6. North American Woman Suffrage Association. s. 752. Hentet 4. december 2017.
2. ↑  "Albanian Women Participation in Politics and Decision-Making" (PDF). Tirana: Gender Alliance for Development. november 2015. Arkiveret (PDF) fra originalen 2016-10-02. Hentet 2016-09-30.
3. ↑  Kvinder i kommunalpolitik siden 1909 Arkiveret 15. maj 2016 hos  Wayback Machine, Kvinfo.dk
4. ↑  Report from Denmark i European Database - Women in Decision-making.
5. ↑  www.kvinfo.dk Kvindetoget. Hentet 2024-09-05.
6. ↑  Fawcett, Millicent Garrett. "The Women's Victory – and After". p. 170. Cambridge University Press
7. ↑  Stearns, Peter N. (2008), The Oxford encyclopedia of the modern world, Volume 7. Oxford University Press, p. 160.
8. ↑  www.arbejdermuseet.dk Tidslinje med årstal. Hentet 2024-04-04.